# Sasshō-Linie
| Elektrotriebzug des Typs 733 bei Ishikari-Futomi |                          |                                |                      |
| |                          |                                |                      |
| Streckenlänge: | 28,9 km                  |                                |                      |
| Spurweite: | 1067 mm (Kapspur)        |                                |                      |
| Stromsystem: | 20 kV 50 Hz ~            |                                |                      |
| Maximale Neigung: | 14 ‰                     |                                |                      |
| Minimaler Radius: | 300 m                    |                                |                      |
| Streckengeschwindigkeit: | 85 km/h                  |                                |                      |
| Zweigleisigkeit: | Hachiken – Ainosato-Kōen |                                |                      |
| |                          |                                |                      |
| Gesellschaft: | JR Hokkaido              |                                |                      |
| \| \| −1,6 \| Sapporo (札幌) \| 1880– \| \| \| 0,0 \| Sōen (桑園) \| 1924– \| \| \| \| → Hakodate-Hauptlinie \| 1880– \| \| \| 2,2 \| Hachiken (八軒) \| 1988– \| \| \| 3,7 \| Shinkawa (新川) \| 1986– \| \| \| \| Sasson-Autobahn \| \| \| \| 5,6 \| Shin-Kotoni (新琴似) \| 1934– \| \| \| 7,3 \| Taihei (太平) \| 1986– \| \| \| 8,6 \| Yurigahara (百合が原) \| 1986– \| \| \| 10,2 \| Shinoro (篠路) \| 1934– \| \| \| \| Fusego-gawa \| \| \| \| 12,2 \| Takuhoku (拓北) \| 1967– \| \| \| 13,6 \| Ainosato-kyōikudai \| Ainosato-kyōikudai \| \| \| \| (あいの里教育大) \| 1986– \| \| \| 15,1 \| Ainosato-Kōen (あいの里公園) \| 1958– \| \| \| \| Ishikari-gawa \| \| \| \| 19,3 \| Ishikari-Futomi (石狩太美) \| 1934– \| \| \| 25,9 \| Ishikari-Tōbetsu (石狩当別) \| 1934– \| \| \| \| → Städtische Kleinbahn Tōbetsu \| 1949–1954 \| \| \| \| ← Kōtō-Kleinbahn \| 1927–1936 \| \| \| \| Tōbetsu-gawa \| \| \| \| 28,9 \| Hokkaidō-Iryōdaigaku \| Hokkaidō-Iryōdaigaku \| \| \| \| (北海道医療大学) \| 1981– \| \| \| 31,1 \| Ishikari-Kanazawa (石狩金沢) \| 1935–2020 \| \| \| 35,6 \| Moto-Nakagoya (本中小屋) \| 1935–2020 \| \| \| 38,8 \| Nakagoya (中小屋) \| 1935–2020 \| \| \| 41,6 \| Tsugigaoka (月ヶ岡) \| 1958–2020 \| \| \| 44,2 \| Chiraiotsu (知来乙) \| 1958–2020 \| \| \| 46,3 \| Ishikari-Tsukigata (石狩月形) \| 1935–2020 \| \| \| 51,0 \| Toyogaoka (豊ヶ岡) \| 1960–2020 \| \| \| 53,5 \| Sappinai (札比内) \| 1935–2020 \| \| \| 58,0 \| Osokinai (晩生内) \| 1935–2020 \| \| \| 60,9 \| Satteki (札的) \| 1960–2020 \| \| \| 62,7 \| Urausu (浦臼) \| 1934–2020 \| \| \| 66,1 \| Tsurunuma (鶴沼) \| 1956–2020 \| \| \| 67,9 \| Osatsunai (於札内) \| 1959–2020 \| \| \| 69,4 \| Minami-Shimotoppu (南下徳富) \| 1956–2020 \| \| \| 71,5 \| Shimotoppu (下徳富) \| 1934–2020 \| \| \| 73,9 \| Nakatoppu (中徳富) \| 1956–2006 \| \| \| 76,5 \| Shin-Totsukawa (新十津川) \| 1931–2020 \| \| \| 79,2 \| Ishikari-Hashimoto (石狩橋本) \| 1931–1972 \| \| \| 82,0 \| Kamitoppu (上徳富) \| 1931–1972 \| \| \| 83,7 \| Kita-Kamitoppu (北上徳富) \| 1956–1972 \| \| \| 86,5 \| Minami-Uryū (南雨竜) \| 1956–1972 \| \| \| 88,8 \| Uryū (雨竜) \| 1931–1972 \| \| \| 89,8 \| Chū-Uryū (中雨竜) \| 1956–1972 \| \| \| 92,1 \| Ishikari-Oiwake (石狩追分) \| 1931–1972 \| \| \| 94,5 \| Inotsu (渭ノ津) \| 1956–1972 \| \| \| 97,9 \| Yawara (和) \| 1931–1972 \| \| \| 101,0 \| Nakanotai (中ノ岱) \| 1956–1972 \| \| \| 102,8 \| Hekisui (碧水) \| 1931–1972 \| \| \| 106,0 \| Hokuryu (北竜) \| 1931–1972 \| \| \| 108,6 \| Gokayama (五ヶ山) \| 1956–1972 \| \| \| \| ← Rumoi-Hauptlinie \| 1910– \| \| \| 111,4 \| Ishikari-Numata (石狩沼田) \| 1910– \| |                          |                                |                      |
| Bahnhof | −1,6                     | Sapporo (札幌)                 | 1880–                |
| Bahnhof | 0,0                      | Sōen (桑園)                    | 1924–                |
| Abzweig geradeaus und nach links |                          | → Hakodate-Hauptlinie          | 1880–                |
| Bahnhof | 2,2                      | Hachiken (八軒)                | 1988–                |
| Haltepunkt / Haltestelle | 3,7                      | Shinkawa (新川)                | 1986–                |
| |                          | Sasson-Autobahn                |                      |
| Haltepunkt / Haltestelle | 5,6                      | Shin-Kotoni (新琴似)           | 1934–                |
| Haltepunkt / Haltestelle | 7,3                      | Taihei (太平)                  | 1986–                |
| Haltepunkt / Haltestelle | 8,6                      | Yurigahara (百合が原)          | 1986–                |
| Haltepunkt / Haltestelle | 10,2                     | Shinoro (篠路)                 | 1934–                |
| Brücke über Wasserlauf |                          | Fusego-gawa                    | Fusego-gawa          |
| Haltepunkt / Haltestelle | 12,2                     | Takuhoku (拓北)                | 1967–                |
| Haltepunkt / Haltestelle | 13,6                     | Ainosato-kyōikudai             | Ainosato-kyōikudai   |
| Strecke |                          | (あいの里教育大)               | 1986–                |
| Bahnhof | 15,1                     | Ainosato-Kōen (あいの里公園)   | 1958–                |
| Brücke über Wasserlauf |                          | Ishikari-gawa                  | Ishikari-gawa        |
| Bahnhof | 19,3                     | Ishikari-Futomi (石狩太美)     | 1934–                |
| U-Bahn-Haltepunkt / Haltestelle Streckenanfang (Strecke außer Betrieb) · Bahnhof · U-Bahn-Haltepunkt / Haltestelle Streckenanfang (Strecke außer Betrieb) | 25,9                     | Ishikari-Tōbetsu (石狩当別)    | 1934–                |
| U-Bahn-Strecke (außer Betrieb) · Strecke · U-Bahn-Strecke nach links (außer Betrieb) |                          | → Städtische Kleinbahn Tōbetsu | 1949–1954            |
| U-Bahn-Strecke nach rechts (außer Betrieb) · Strecke |                          | ← Kōtō-Kleinbahn               | 1927–1936            |
| Brücke über Wasserlauf |                          | Tōbetsu-gawa                   | Tōbetsu-gawa         |
| Kopfbahnhof Strecke ab hier außer Betrieb | 28,9                     | Hokkaidō-Iryōdaigaku           | Hokkaidō-Iryōdaigaku |
| Strecke (außer Betrieb) |                          | (北海道医療大学)               | 1981–                |
| Haltepunkt / Haltestelle (Strecke außer Betrieb) | 31,1                     | Ishikari-Kanazawa (石狩金沢)   | 1935–2020            |
| Haltepunkt / Haltestelle (Strecke außer Betrieb) | 35,6                     | Moto-Nakagoya (本中小屋)       | 1935–2020            |
| Haltepunkt / Haltestelle (Strecke außer Betrieb) | 38,8                     | Nakagoya (中小屋)              | 1935–2020            |
| Haltepunkt / Haltestelle (Strecke außer Betrieb) | 41,6                     | Tsugigaoka (月ヶ岡)            | 1958–2020            |
| Haltepunkt / Haltestelle (Strecke außer Betrieb) | 44,2                     | Chiraiotsu (知来乙)            | 1958–2020            |
| Bahnhof (Strecke außer Betrieb) | 46,3                     | Ishikari-Tsukigata (石狩月形)  | 1935–2020            |
| Haltepunkt / Haltestelle (Strecke außer Betrieb) | 51,0                     | Toyogaoka (豊ヶ岡)             | 1960–2020            |
| Haltepunkt / Haltestelle (Strecke außer Betrieb) | 53,5                     | Sappinai (札比内)              | 1935–2020            |
| Haltepunkt / Haltestelle (Strecke außer Betrieb) | 58,0                     | Osokinai (晩生内)              | 1935–2020            |
| Haltepunkt / Haltestelle (Strecke außer Betrieb) | 60,9                     | Satteki (札的)                 | 1960–2020            |
| Bahnhof (Strecke außer Betrieb) | 62,7                     | Urausu (浦臼)                  | 1934–2020            |
| Haltepunkt / Haltestelle (Strecke außer Betrieb) | 66,1                     | Tsurunuma (鶴沼)               | 1956–2020            |
| Haltepunkt / Haltestelle (Strecke außer Betrieb) | 67,9                     | Osatsunai (於札内)             | 1959–2020            |
| Haltepunkt / Haltestelle (Strecke außer Betrieb) | 69,4                     | Minami-Shimotoppu (南下徳富)   | 1956–2020            |
| Haltepunkt / Haltestelle (Strecke außer Betrieb) | 71,5                     | Shimotoppu (下徳富)            | 1934–2020            |
| Haltepunkt / Haltestelle (Strecke außer Betrieb) | 73,9                     | Nakatoppu (中徳富)             | 1956–2006            |
| Bahnhof (Strecke außer Betrieb) | 76,5                     | Shin-Totsukawa (新十津川)      | 1931–2020            |
| Haltepunkt / Haltestelle (Strecke außer Betrieb) | 79,2                     | Ishikari-Hashimoto (石狩橋本)  | 1931–1972            |
| Bahnhof (Strecke außer Betrieb) | 82,0                     | Kamitoppu (上徳富)             | 1931–1972            |
| Haltepunkt / Haltestelle (Strecke außer Betrieb) | 83,7                     | Kita-Kamitoppu (北上徳富)      | 1956–1972            |
| Haltepunkt / Haltestelle (Strecke außer Betrieb) | 86,5                     | Minami-Uryū (南雨竜)           | 1956–1972            |
| Bahnhof (Strecke außer Betrieb) | 88,8                     | Uryū (雨竜)                    | 1931–1972            |
| Haltepunkt / Haltestelle (Strecke außer Betrieb) | 89,8                     | Chū-Uryū (中雨竜)              | 1956–1972            |
| Bahnhof (Strecke außer Betrieb) | 92,1                     | Ishikari-Oiwake (石狩追分)     | 1931–1972            |
| Haltepunkt / Haltestelle (Strecke außer Betrieb) | 94,5                     | Inotsu (渭ノ津)                | 1956–1972            |
| Bahnhof (Strecke außer Betrieb) | 97,9                     | Yawara (和)                    | 1931–1972            |
| Haltepunkt / Haltestelle (Strecke außer Betrieb) | 101,0                    | Nakanotai (中ノ岱)             | 1956–1972            |
| Bahnhof (Strecke außer Betrieb) | 102,8                    | Hekisui (碧水)                 | 1931–1972            |
| Bahnhof (Strecke außer Betrieb) | 106,0                    | Hokuryu (北竜)                 | 1931–1972            |
| Haltepunkt / Haltestelle (Strecke außer Betrieb) | 108,6                    | Gokayama (五ヶ山)              | 1956–1972            |
| Abzweig ehemals geradeaus und von rechts |                          | ← Rumoi-Hauptlinie             | 1910–                |
| Kopfbahnhof Strecke ab hier außer Betrieb | 111,4                    | Ishikari-Numata (石狩沼田)     | 1910–                |

Die Sasshō-Linie (jap. 札沼線, Sasshō-sen) ist eine Eisenbahnstrecke auf der japanischen Insel Hokkaidō, die von der Bahngesellschaft Hokkaido Railway Company (JR Hokkaido) betrieben wird. Sie führt von Sapporo in nördlicher Richtung in den Vorort Tōbetsu. Bis 2020 erschloss sie darüber hinaus dünn besiedelte Gebiete am westlichen Rand der Ishikari-Ebene.

## Beschreibung
Der Name setzt sich aus zwei Kanji-Zeichen von Sapporo (札幌) und der früheren Endstation Ishikari-Numata (石狩沼田) zusammen. Weit verbreitet ist auch die Bezeichnung Gakuentoshi-Linie (学園都市線, Gakuentoshi-sen), was „Universitätsstadtlinie“ bedeutet und auf die von der Linie erschlossenen Universitäten hinweist.
Die in Kapspur (1067 mm) verlegte Sasshō-Linie ist 28,9 km lang und bedient im Personenverkehr 14 Bahnhöfe (bis 2020 waren es 76,5 km und 29 Bahnhöfe). Sie beginnt beim Bahnhof Sōen nahe dem Stadtzentrum von Sapporo, wo sie von der Hakodate-Hauptlinie abzweigt. Auf den ersten rund sieben Kilometern bis zum Bahnhof Taihei verläuft die Strecke vollständig auf einem Viadukt, danach ist sie weitgehend ebenerdig. Ein weiterer bedeutender Kunstbau ist die 1074 m lange Brücke über den Fluss Ishikari zwischen den Bahnhöfen Ainosato-Kōen und Ishikari-Futomi. Seit dem 17. April 2020 ist der Bahnhof Hokkaidō-Iryōdaigaku neben der medizinischen Universität die nördliche Endstation. Zuvor führte die Strecke durch dünn besiedeltes Gebiet bis nach Shin-Totsukawa in der Nähe von Takikawa.
Der 12,9 km lange Abschnitt von Hachiken nach Ainosato-Kōen ist zweigleisig ausgebaut. Zwischen Sōen und Hokkaidō-Iryōdaigaku ist die Sasshō-Linie mit 20 kV 50 Hz Wechselspannung elektrifiziert (der stillgelegte Teil war nicht elektrifiziert). Die maximale Steigung beträgt 14 ‰, der minimale Radius 300 m.

## Züge
Sämtliche Nahverkehrszüge auf der Sasshō-Linie fahren vom Bahnhof Sapporo aus, der 1,6 km vom Bahnhof Sōen entfernt liegt. Während der Hauptverkehrszeit wird ungefähr ein 15-Minuten-Takt angeboten, ansonsten verkehren die Züge ca. alle 30 bis 60 Minuten. Sie halten an allen Bahnhöfen.
Bis 2020 waren über zwei Drittel der Strecke nicht elektrifiziert, weshalb die Sasshō-Linie betrieblich zweigeteilt war und kein Zug die Strecke auf ihrer gesamten Länge befuhr. Als Systemwechselbahnhof diente der Bahnhof Ishikari-Tōbetsu im Vorort Tōbetsu, der Fahrdraht reichte aber noch eine Station weiter bis zum Campus der medizinischen Universität (Hokkaidō-Iryōdaigaku) am äußersten Rand der Agglomeration. Somit überlappten sich beide Betriebsformen auf einer Länge von etwa drei Kilometern. Auf dem stillgelegten Streckenteil war das Angebot deutlich kleiner: Zwischen Ishikari-Tōbetsu und Urausu verkehrten täglich sechs Zugpaare mit Dieseltriebwagen; nur ein Zugpaar täglich verkehrte bis nach Shin-Totsukawa.

## Geschichte
Die Sasshō-Linie entstand in mehreren Etappen, wobei wegen des unterschiedlichen Baufortschritts zeitweise zwei nicht miteinander verbundene Strecken existierten. Am 10. Oktober 1931 eröffnete das Eisenbahnministerium das nördlichste Teilstück zwischen Ishikari-Numata und Nakatoppu (heute Shin-Totsukawa). Es erhielt die provisorische Bezeichnung Sasshō-Nordlinie (札沼北線, Sasshō-hoku-sen). Am 10. Oktober 1934 folgte das Teilstück Nakatoppu–Urausu. Wenige Wochen später, am 20. November 1934, wurde die Sasshō-Südlinie (札沼南線, Sasshō-nan-sen) eröffnet, die von Sōen nach Ishikari-Tōbetsu führte. Der Lückenschluss zwischen Ishikari-Tōbetsu und Urausu erfolgte am 3. Oktober 1935, woraufhin die Strecke die Bezeichnung Sasshō-Linie trug.
Um die Rationierungsmaßnahmen während des Pazifikkriegs zu unterstützen, erklärte das Eisenbahnministerium verschiedene Nebenstrecken als „nicht dringlich“ und legte sie vorübergehend still. Von dieser Maßnahme betroffen war auch der ländliche Teil der Sasshō-Linie: Der Bahnverkehr auf dem Abschnitt zwischen Ishikari-Tsukigata und Ishikari-Oiwake wurde am 1. Oktober 1943 eingestellt, am 21. Juli 1944 auch zwischen Ishikari-Tōbetsu und Ishikari-Tsukigata sowie zwischen Ishikari-Oiwake und Ishikari-Numata. Die Wiedereröffnung zog sich über mehrere Jahre hin: Ishikari-Tōbetsu–Urausu am 10. Dezember 1946, Urausu–Uryū am 3. November 1953 und Uryū–Ishikari-Numata am 16. November 1956. Der Einsatz gemischter Züge endete am 1. Juni 1957.
Die Japanische Staatsbahn legte am 19. Juni 1972 das Teilstück zwischen Shin-Totsukawa und Ishikari-Numata endgültig still, richtete stattdessen eine Buslinie ein und baute die Trasse später zurück. Am 1. Oktober 1979 stellte sie auf der verbliebenen Strecke den Güterverkehr ein. Im Rahmen der Staatsbahnprivatisierung ging die Sasshō-Linie am 1. April 1987 in den Besitz der neu gegründeten Gesellschaft JR Hokkaido über. Wegen des starken Wachstums der nördlichen Stadtteile Sapporos und der angrenzenden Vororte begann sie im Oktober 1993 mit dem Ausbau des suburbanen Streckenteils. Dies umfasste insbesondere den zweigleisigen Ausbau des Abschnitts zwischen Hachiken und Ainosato-Kōen; darüber hinaus wurde der überwiegende Teil davon auf einen Viadukt verlegt, wodurch zahlreiche Bahnübergänge in Sapporo aufgehoben werden konnten. Die Doppelspurabschnitte gingen wie folgt in Betrieb: Taihei–Shinoro am 16. März 1995, Shinoro–Ainosato-Kōen am 22. März 1997 und Hachiken–Taihei am 11. März 2000.
Der Spatenstich zur Elektrifizierung des 28,9 km langen Abschnitts zwischen den Bahnhöfen Sōen und Hokkaidō-Iryōdaigaku fand am 10. Dezember 2009 im Bahnhof Shinoro statt. Die Arbeiten waren im März 2012 abgeschlossen und der erste elektrische Triebzug verkehrte am 1. Juni 2012. Schließlich wurde der letzte Dieseltriebzug am 27. Oktober 2012 vom suburbanen Teil der Strecke abgezogen. Im November 2016 gab JR Hokkaido bekannt, den kaum genutzten und hoch defizitären Abschnitt zwischen Hokkaidō-Iryōdaigaku und Shin-Totsukawa bis spätestens 2019 stillzulegen. Aufgrund langwieriger Verhandlungen mit den betroffenen Gemeinden verzögerte sich die Umsetzung. Dabei verpflichtete sich JR Hokkaidō, zwei Buslinien zu finanzieren. Als Stilllegungstermin wurde der 7. Mai 2020 vereinbart. Der von der Regierung angesichts der COVID-19-Pandemie ausgerufene Notstand hatte zur Folge, dass der letzte Zug bereits am 17. April verkehrte.

## Liste der Bahnhöfe

### Abschnitt mit Bahnverkehr

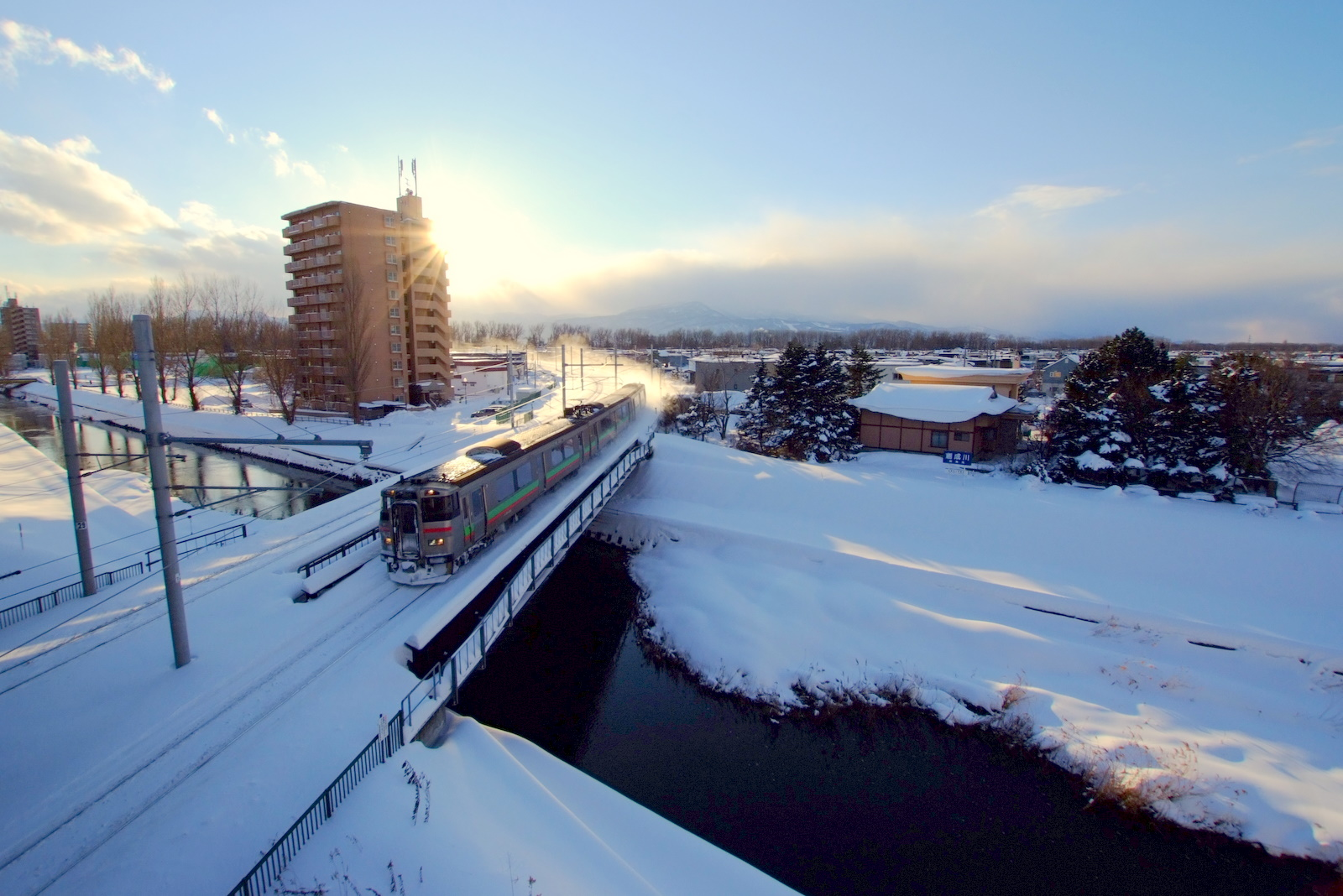
Winterliche Impressionen

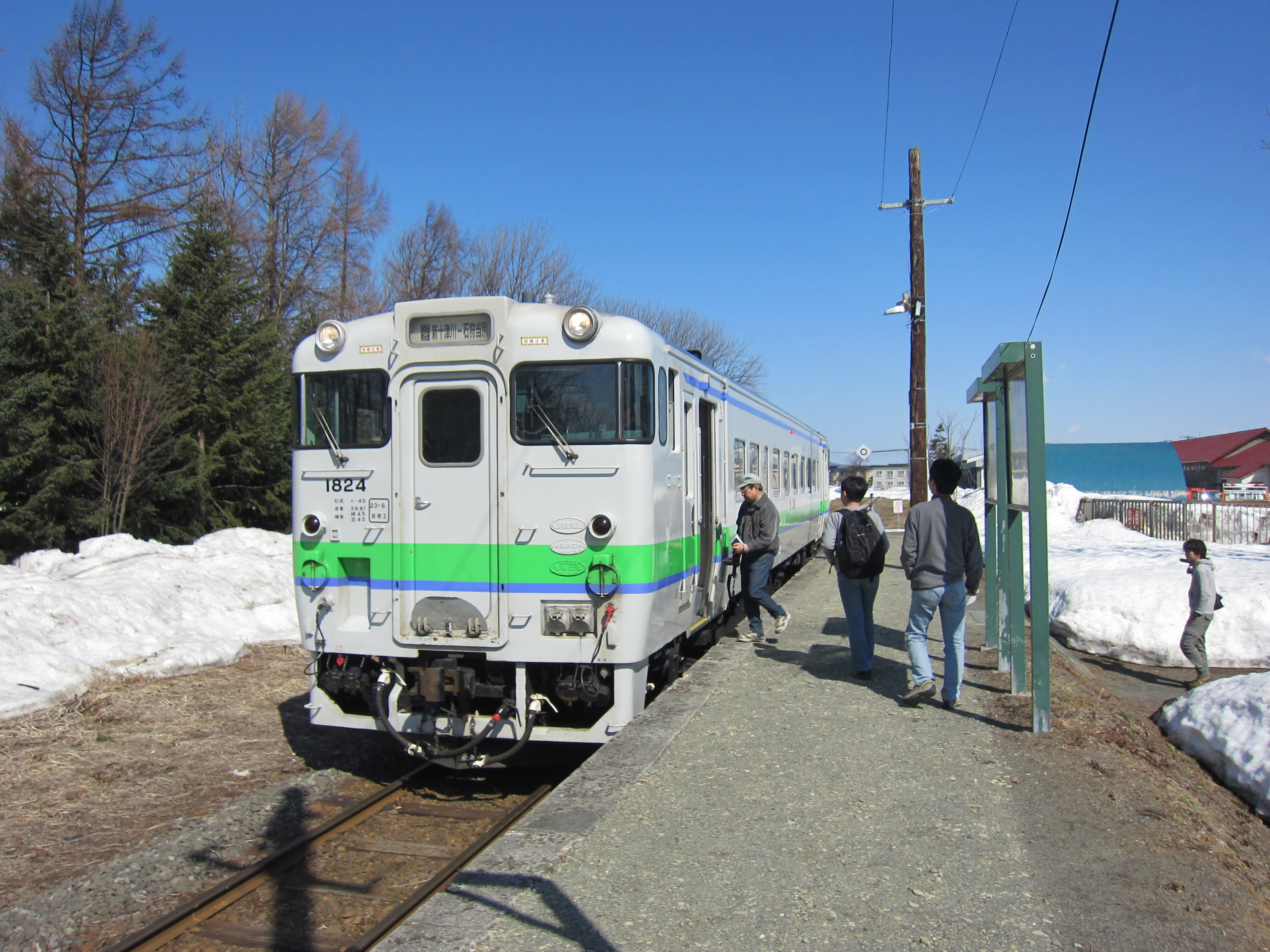
Dieseltriebwagen Typ KiHa 40 in Shin-Totsukawa (April 2016)

| Name | Name                                  | km   | Anschlusslinien                                  | Lage   | Ort               |
| ---- | ------------------------------------- | ---- | ------------------------------------------------ | ------ | ----------------- |
| 01   | Sapporo (札幌)                        | −1,6 | Hakodate-Hauptlinie Chitose-Linie U-Bahn Sapporo | Koord. | Chūō-ku, Sapporo  |
| S02  | Sōen (桑園)                           | 00,0 | Hakodate-Hauptlinie                              | Koord. | Chūō-ku, Sapporo  |
| G03  | Hachiken (八軒)                       | 02,2 |                                                  | Koord. | Nishi-ku, Sapporo |
| G04  | Shinkawa (新川)                       | 03,7 |                                                  | Koord. | Kita-ku, Sapporo  |
| G05  | Shin-Kotoni (新琴似)                  | 05,6 |                                                  | Koord. | Kita-ku, Sapporo  |
| G06  | Taihei (太平)                         | 07,3 |                                                  | Koord. | Kita-ku, Sapporo  |
| G07  | Yurigahara (百合が原)                 | 08,6 |                                                  | Koord. | Kita-ku, Sapporo  |
| G08  | Shinoro (篠路)                        | 10,2 |                                                  | Koord. | Kita-ku, Sapporo  |
| G09  | Takuhoku (拓北)                       | 12,2 |                                                  | Koord. | Kita-ku, Sapporo  |
| G10  | Ainosato-Kyōikudai (あいの里教育大)   | 13,6 |                                                  | Koord. | Kita-ku, Sapporo  |
| G11  | Ainosato-Kōen (あいの里公園)          | 15,1 |                                                  | Koord. | Kita-ku, Sapporo  |
| G12  | Ishikari-Futomi (石狩太美)            | 19,3 |                                                  | Koord. | Tōbetsu           |
| G13  | Ishikari-Tōbetsu (石狩当別)           | 25,9 |                                                  | Koord. | Tōbetsu           |
| G14  | Hokkaidō-Iryōdaigaku (北海道医療大学) | 28,9 |                                                  | Koord. | Tōbetsu           |

### Stillgelegter Abschnitt
| Name                          | km   | Anschlusslinien  | Lage   | Ort           |
| ----------------------------- | ---- | ---------------- | ------ | ------------- |
| Ishikari-Kanazawa (石狩金沢)  | 31,1 |                  | Koord. | Tōbetsu       |
| Moto-Nakagoya (本中小屋)      | 35,6 |                  | Koord. | Tōbetsu       |
| Nakagoya (中小屋)             | 38,8 |                  | Koord. | Tōbetsu       |
| Tsukigaoka (月ヶ岡)           | 41,6 |                  | Koord. | Tsukigata     |
| Chiraiotsu (知来乙)           | 44,2 |                  | Koord. | Tsukigata     |
| Ishikari-Tsukigata (石狩月形) | 46,3 |                  | Koord. | Tsukigata     |
| Toyogaoka (豊ヶ岡)            | 51,0 |                  | Koord. | Tsukigata     |
| Sappinai (札比内)             | 53,5 |                  | Koord. | Tsukigata     |
| Osokinai (晩生内)             | 58,0 |                  | Koord. | Urausu        |
| Satteki (札的)                | 60,9 |                  | Koord. | Urausu        |
| Urausu (浦臼)                 | 62,7 |                  | Koord. | Urausu        |
| Tsurunuma (鶴沼)              | 66,1 |                  | Koord. | Urausu        |
| Osatsunai (於札内)            | 67,9 |                  | Koord. | Urausu        |
| Minami-Shimotoppu (南下徳富)  | 69,4 |                  | Koord. | Shintotsukawa |
| Shimotoppu (南下徳富)         | 71,5 |                  | Koord. | Shintotsukawa |
| Shin-Totsukawa (新十津川)     | 76,5 | Rumoi-Hauptlinie | Koord. | Shintotsukawa |